# Guerra aérea indo-pakistaní de 1965
La guerra aérea indo-pakistaní de 1965 fue una guerra aérea que enfrentó a las fuerzas aéreas indias y pakistaníes en combate aéreo a gran escala entre sí por primera vez desde la Partición de la India en 1947. La guerra tuvo lugar en el transcurso de septiembre de 1965 y vio a ambos aviones Las fuerzas realizan operaciones defensivas y ofensivas sobre el espacio aéreo indio y pakistaní. La guerra aérea vio a ambas partes realizar miles de salidas en un solo mes. Ambas partes reclamaron la victoria en la guerra aérea; Pakistán afirmó haber destruido 104 aviones enemigos contra sus propias pérdidas de 19, mientras que India afirmó haber destruido 73 aviones enemigos y perdió 35 de los suyos. A pesar de la intensa lucha, el conflicto fue efectivamente un punto muerto.

## Antecedentes
La guerra comenzó a principios de agosto de 1965 e inicialmente la lucha se limitó principalmente al suelo. Más tarde, sin embargo, a medida que avanzaba la guerra, la guerra adquirió otra dimensión cuando las dos partes comenzaron las operaciones aéreas entre sí. Aunque las dos fuerzas habían participado previamente en la Primera Guerra de Cachemira que había ocurrido poco después de la Partición de la India en 1947, ese compromiso había sido limitado en escala en comparación con el conflicto de 1965 y las operaciones aéreas que ambas partes habían emprendido eran limitadas y se limitaban en gran medida a la interdicción y otros propósitos, como el reabastecimiento y las operaciones de transporte de tropas. Aunque hubo un incidente en el que aviones de combate indios interceptaron un transporte paquistaní, no hubo un combate aire-aire significativo. Durante el conflicto de 1965, sin embargo, la PAF voló un total de 2364 salidas, mientras que la IAF realizó 3937 salidas.

## Batalla aérea

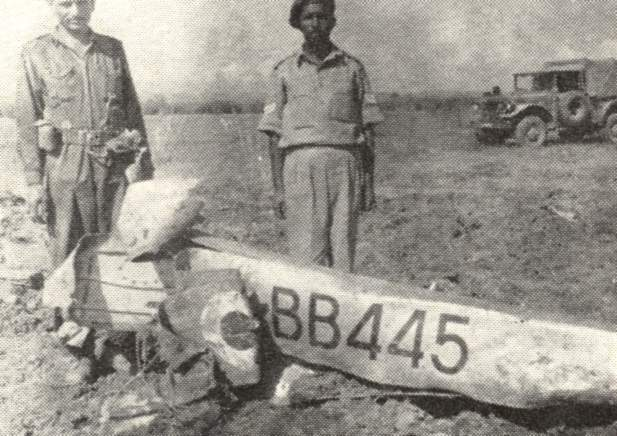
Restos de uno de los cuatro Vampiros indios que fueron derribados por Sabres paquistaníes sobre Chamb.

La fase aérea de la guerra comenzó el 1 de septiembre de 1965 cuando la Fuerza Aérea de la India (IAF) respondió a un llamado urgente para ataques aéreos contra el ejército pakistaní, que había lanzado un ataque conocido como Operación Grand Slam. En respuesta a un SOS del ejército indio, la IAF lanzó apresuradamente 26 aviones (12 de Havilland Vampires y 14 Dassault Mystère IV) para mitigar la ofensiva del ejército de Pakistán en Chhamb. El 45 Escuadrón de la IAF tenía la tarea de llevar a cabo misiones de apoyo aéreo cercano en apoyo de las tropas indias. El escuadrón había sido trasladado recientemente de Pune a Pathankot, después de una fusión del Escuadrón No 220 en él, bajo el mando del Escuadrón. El capitán Roshan Suri, comandante de la estación, describió una situación sombría de la posición del ejército indio en Akhnoor y el empuje de la armadura del ejército pakistaní en Chhamb en el río Tawi (cerca de Jammu). Veintiocho aviones (12 Vampires y 16 Mysteres) fueron asignados, con los primeros aviones despegando a las 1719 horas. Estos 26 aviones que volaban en formación Finger-four ametrallaron posiciones paquistaníes y atacaron tanques paquistaníes y objetivos terrestres, aunque también se informó mucho daño por "fuego amigo" más tarde. Cuando estos aviones indios fueron avistados, la Fuerza Aérea de Pakistán (PAF) envió a dos F-86 Sabres, volados por Jefe de Escuadrón Sarfraz Rafiqui del Escuadrón n.º 5 y Líder de vuelo Imtiaz Bhatti de Escuadrón n.º 15 para interceptar. En el combate aéreo subsiguiente sobre Chhamb donde J/E Sarfraz Rafiqui se enfrentó al líder de vuelo y wingman y L/V Imtiaz Bhatti fue tras el líder del elemento y el ala del elemento, la India perdió cuatro aviones, los 4 Vampiros de la IAF, volados por el líder del escuadrón Aspi Kekobad Bhagwagar (líder de vuelo), el teniente de vuelo Vijay Madhav Joshi (líder del elemento), Teniente de vuelo Satish Bharadwaj (elemento wingman) y teniente de vuelo (más tarde capitán de grupo) Shrikrishna Vishnu Phatak (wingman) con ambos pilotos paquistaníes reclamando dos muertes de aviones cada uno.
Esta rápida acción obligó a la IAF a retirar inmediatamente unos 130 Vampires, junto con más de 50 Ouragons, del servicio de primera línea. Aunque el uso de la IAF de vampiros de alas fijas provocó críticas, más tarde, ocho de los 12 vampiros completaron con éxito sus tareas, 14 misterios también regresaron ilesos y la IAF reclamó el éxito en reducir en gran medida el impulso del Ejército de Pakistán.
El 2 de septiembre, ambos lados volaron en apoyo de sus fuerzas terrestres, sin embargo, no se observó ningún compromiso aéreo importante.

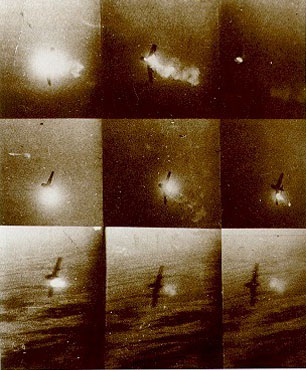
Sabre pakistaní siendo derribado en combate por un Gnat indio en septiembre de 1965.

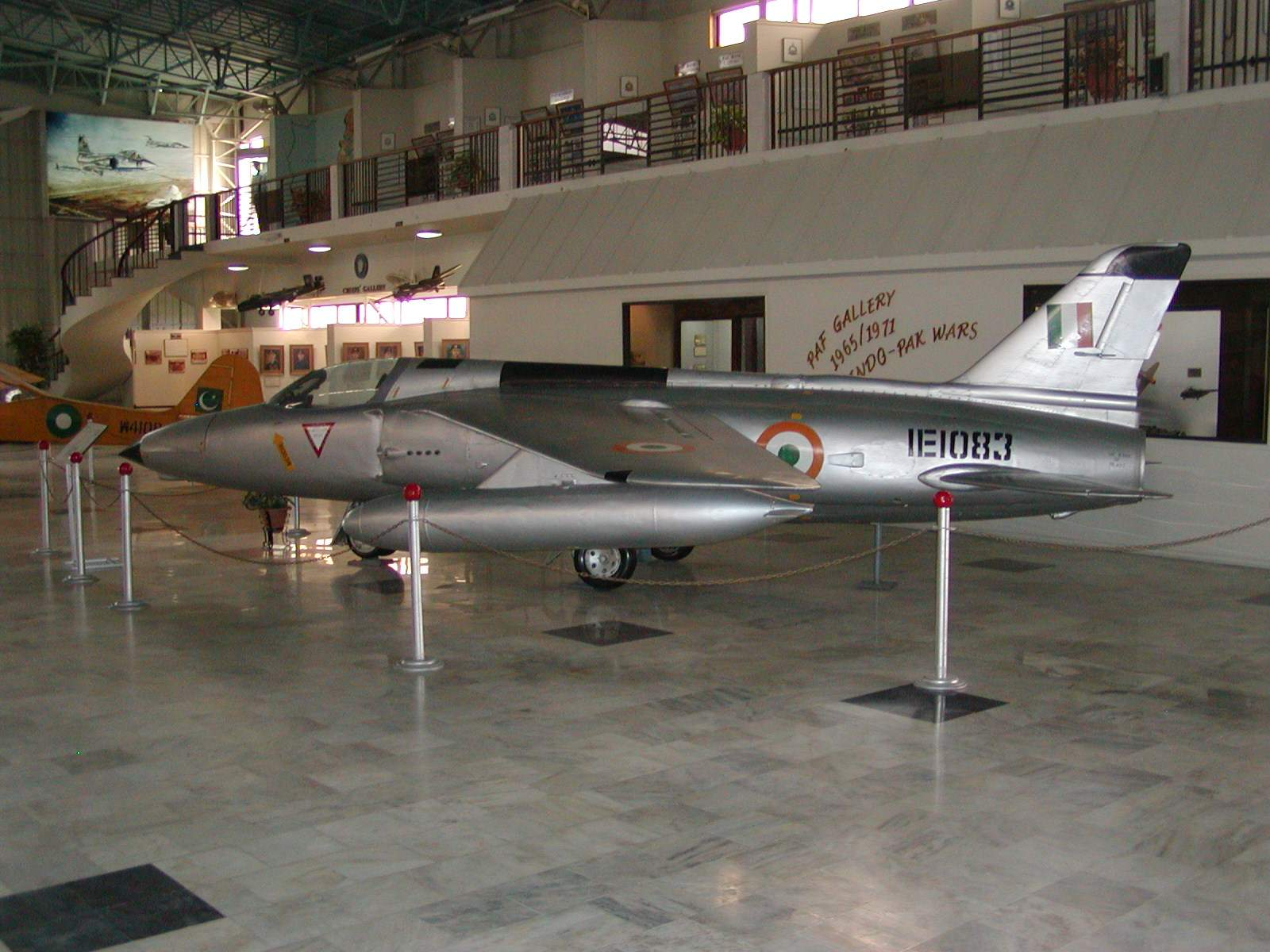
Folland Gnat indio capturado en exhibición en la Galería del Museo Fuerza Aérea de Pakistán.

La aparición de los Sabres requirió un movimiento de la IAF para enviar a los cazas Folland Gnat a la base avanzada de Pathankot. La IAF usó Mysteres volando a baja velocidad como cebo para atraer a Sabres a atacar donde los Gnats los llevarían. Dos Sabres estaban revueltos, pero uno tuvo que regresar sin entrar en la pelea cuando el piloto no pudo deshacerse de los tanques de combustible. El otro volado por el teniente Yusaf Ali Khan, vio los aviones de la IAF e intentó posicionarse detrás de ellos antes de atacar. Justo cuando puso su punto de mira en ellos, sintió golpes sordos en su propio avión, ya que estaba rodeado por una nube de Gnats siendo atacados repetidamente. Un Lockheed F-104 Starfighter que acechaba en el área fue apuntado a combate aéreo por el control de la base junto con otro de la base. El primer Starfighter cruzó a través de la confrontación a velocidad supersónica. Los Gnats después de anotar una muerte comenzaron a salir. El líder del escuadrón de la IAF, Trevor J. Keelor del Escuadrón n.º 23, afirmó haber derribado el F-86 Sabre ese día (3 de septiembre), reclamando la primera victoria de combate aéreo para la IAF de la guerra y posteriormente recibió el Vir Chakra y el título de 'Sabre Slayer'. Sin embargo, el sabre que "derribó" fue volado de alguna manera en condiciones muy dañadas y aterrizó bruscamente en la base. El piloto de Sabre, el teniente Yusaf Ali Khan, recibió Sitara-e-Jurat por sobrevivir solo a la pelea (mientras que su compañero recibió la orden de irse ya que no podía deshacerse de sus tanques de combustible) con seis Gnats y traer el Sabre dañado de regreso a casa. En el mismo incidente, se escuchó a un piloto de Gnat de la IAF advirtiendo a otros del Starfighter entrante. Además, un Gnat pilotado por el líder del escuadrón Brij Pal Singh Sikand, aterrizó erróneamente en una pista de aterrizaje abandonada en Pasrur, cuando pensó que había cruzado la frontera con seguridad. Al darse cuenta de su error, su posterior intento de despegue fue abortado debido a la presencia de un jeep del ejército de Pakistán en la pista. Fue tomado prisionero de guerra y luego entregado a PAF. Un Lockheed F-104 Starfighter volado por el teniente Hakimullah Khan persiguiendo a una velocidad súper sónica también fue acreditado por forzar al Gnat a aterrizar forzosamente en la pista. Este Gnat se exhibe como trofeo de guerra en el Museo de la Fuerza Aérea de Pakistán, Karachi. después de que fue volado desde Pasrur por Ldr Esn Saad Hatmi, quien voló el avión capturado de regreso a Sargodha, y luego probó y evaluó su rendimiento de vuelo, fue de la opinión personal de que Gnat no era un 'Sabre Slayer' cuando se trataba de combates aéreos.
El 4 de septiembre, un F-86 Sabre se perdió. La PAF afirmó que la causa era fuego terrestre amigo, mientras que la IAF afirmó haberlo derribado por el teniente de vuelo Pathania.
Rafiqui fue derribado sobre Halwara el 6 de septiembre, mientras que Bhatti terminó la guerra con 34 misiones de combate en su haber, el máximo de misiones de combate voladas por cualquier piloto durante la guerra. Según fuentes oficiales paquistaníes durante el conflicto, el as de combate de F-86 Sabre paquistaní, Muhammad Mahmood Alam supuestamente derribó siete aviones indios, incluidas las afirmaciones de dos como "probables". Según PAF, durante una salida el 7 de septiembre de 1965, cinco aviones atacantes de la IAF Hawker Hunter fueron derribados por Alam sobre la base aérea de Sargodha en un minuto, de los cuales Alam reclamó victorias sobre cuatro en 30 segundos. La afirmación de Alam con respecto a la salida del 7 de septiembre de 1965 ha sido impugnada por la Fuerza Aérea de la India, que ha negado haber perdido cinco aviones Hawker Hunter en dicho día, varios expertos incluido el comodoro aéreo retirado de PAF. Sajad S. Haider, también han desacreditado la afirmación de Alam con respecto a la salida del 7 de septiembre de 1965. Además, el hecho de que las autoridades paquistaníes nunca hicieran públicas imágenes verificables de las cámaras de armas de los asesinatos de Alam, desacredita aún más la afirmación de Alam.

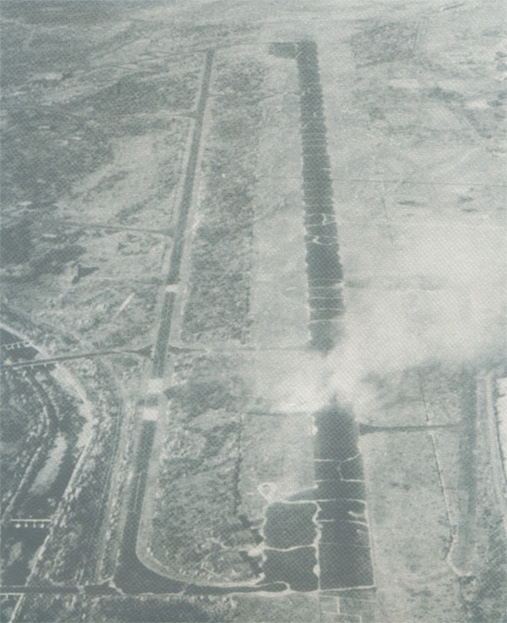
El humo se eleva desde la base aérea de Pathankot de la India durante los devastadores ataques aéreos del Escuadrón n.º 19 de la Fuerza Aérea de Pakistán.

El 6 de septiembre, el ejército indio cruzó la frontera en Lahore para aliviar la presión sobre el sector de Chamb Jaurian. En la tarde del mismo día, el PAF respondió con ataques preventivos contra los aeródromos indios de Pathankot, Adampur y Halwara. El ataque a Pathankot fue un gran éxito, ya que la IAF perdió casi diez aviones en tierra en Pathankot, mientras que los ataques a Adampur y Halwara fueron fracasos. El ataque de Adampur dirigido por Ldr de Escuadrón M.M. Alam regresó incluso antes de llegar a Adampur, mientras que el ataque de Halwara aún más tarde dirigido por Ldr de Escuadrón Sarfraz Rafiqi de alguna manera evadió todos los aviones de la IAF y logró llegar al aeródromo de Halwara por la noche, donde no se pudo llevar a cabo un bombardeo preventivo debido a las patrullas aéreas enviadas por la IAF. Aunque muy superados en número, en lo profundo del territorio enemigo dos de los tres aviones atacantes fueron derribados por la pérdida confirmada de dos Hunters indios en combate aéreo. Según la IAF, ambos pilotos indios sobrevivieron mientras se eyectaban sobre su base, mientras que los dos pilotos paquistaníes intrusos murieron en acción. Esto incluyó al teniente Yunus y al as de la aviación paquistaní líder del escuadrón Sarfraz Rafiqui, que no pudo sobrevivir a la eyección de bajo nivel. Sqn Ldr Rafiqui había derribado anteriormente a dos vampiros el 1 de septiembre, antes de ser derribado, a Sqn Ldr Rafiqui se le atribuye haber derribado al primero de los cazadores, lo que eleva su total de muertes a tres. Más tarde se le otorgó póstumamente el Sitara-e-Jurat por la acción Chamb y el Hilal-i-Jurat por la acción Halwara. Solo el teniente Cecil Chaudhry de alguna manera logró volver con vida de esta búsqueda suicida.
Según fuentes indias, el 7 de septiembre de 1965, el PAF lanzó en paracaídas 135 comandos del Grupo de Servicios Especiales (SSG) en tres aeródromos indios (Halwara, Pathankot y Adampur). El audaz intento resultó ser un "desastre no mitigado". Solo diez comandos pudieron regresar a Pakistán, el resto fueron tomados como prisioneros de guerra (incluido uno de los comandantes de las operaciones, el mayor Khalid Butt). En Halwara y Adampur, estas tropas desembarcaron en áreas residenciales donde los aldeanos los atraparon y los entregaron a la policía
También el 7 de septiembre, la IAF organizó 33 salidas contra el complejo de aeródromos PAF fuertemente custodiado en Sargodha. La IAF perdió dos Mysteres y tres Hunters debido a la defensa montada por los escuadrones locales de la PAF. Uno de los pilotos indios Hunter, que se eyectó cerca de Sargodha, fue hecho prisionero de guerra y liberado después de la guerra. Uno de los Mysteres lisiados que volaba solo se involucró en una pelea de perros con un F-104 Starfighter y cada uno de alguna manera derribó al otro; el piloto pakistaní se eyectó con seguridad, mientras que el piloto indio, el líder del escuadrón Ajamada B. Devayya, murió. El líder del escuadrón Devayya fue galardonado con el Maha Vir Chakra por su valentía 23 años después, después de que su hazaña fuera revelada por un autor designado por el PAF para escribir su historia oficial de la guerra de 1965.
El siete de septiembre también marcó el día en que el PAF atacó los aeródromos de la IAF en el Sector Oriental. [cita requerida] Durante la incursión de la PAF en Kalaikunda, el piloto indio teniente de vuelo Alfred Tyrone Cooke atacó 3 sabres de la PAF, derribando uno y dañando gravemente el segundo sable, en este momento, Cooke no tenía municiones, pero ahuyentó con éxito el tercer sabre. Su compañero logró ponerse detrás del sabre restante y lo derribó.
El 8 de septiembre de 1965, un sistema de misiles S-75 Dvina indio fue disparado contra un objetivo no identificado que se cree que estuvo en una misión nocturna sobre Ghaziabad, cerca de Delhi, debe recordarse que esto fue durante el apogeo del susto de paracaidistas. Más tarde, informes de noticias posteriores reclamarían la destrucción de un C-130 paquistaní al oeste de Delhi, que resultó ser infundado. Según fuentes indias, ninguna nave aérea pakistaní logró penetrar tan profundamente en territorio indio, la posterior publicación de la fotografía de los restos en la televisión resultó ser la fotografía del misil autodestruido que se muestra como el avión de transporte derribado.
La guerra disminuyó en intensidad después del 8 de septiembre, con enfrentamientos ocasionales entre la IAF y la PAF. Ambas fuerzas aéreas cambiaron su doctrina de interdicciones aéreas a ataque terrestre y concentraron sus esfuerzos en noquear objetivos de piel blanda y líneas de suministro, como vagones que transportaban municiones; y vehículos blindados. Durante el conflicto, las formaciones de bombarderos English Electric Canberras de la IAF atacaron algunas de las bases paquistaníes.
El 10 de septiembre hubo otra batalla aérea que involucró a ocho aviones sobre el río Beas. Involucró dos PAF F-86 Sabres volados por Líder de Escuadrón Muniruddin Ahmad y Teniente de Vuelo Imtiaz Bhatti y seis aviones de la IAF que involucraron cuatro Mystere y dos Gnats cargados con dos cañones Aden de 30 mm liderados por Teniente de Vuelo V Kapila y Teniente de Vuelo Harry Sidhu, donde ambos pilotos de la IAF afirmaron que se detuvieron durante el combate con Sabres con Gnats detrás de Sabres. Ambos pilotos de PAF reclamaron victorias de disparar y dañar 1 avión de la IAF cada uno. El mismo día, los registros de la IAF reconocen haber perdido un Mystere con el piloto Oficial de vuelo D P Chinoy eyectándose de manera segura sobre el lado pakistaní de la frontera durante la noche y caminando de regreso a un lugar seguro por la noche.
El 13 de septiembre ocurrió otro encuentro entre PAF Sabres de Sargodha y IAF Gnats del Escuadrón n.º 2, un Gnat indio fue derribado por un F-86 Sabre volado por Teniente de vuelo Yusaf Ali Khan aunque el piloto indio logró eyectarse con seguridad. El otro Gnat fue atacado y dañado en combate aéreo por el teniente Imtiaz Bhatti. El experimentado piloto de alguna manera logró regresar a la base, donde según All India Radio, el piloto del Gnat murió más tarde de las heridas sufridas durante el combate. Se dice que trajo su avión dañado de vuelta a la base y que murió durante el aterrizaje. A su funeral asistió el presidente indio. Yusaf Ali Khan fue acreditado con una muerte, mientras que Imtiaz Bhatti fue acreditado con dañar el Mosquito de la IAF a pesar de la confirmación posterior de que el piloto murió de heridas y el Gnat se estrelló durante su intento de aterrizaje. Más tarde en la noche del 13 al 14 de septiembre, Canberras indio emprendió la penetración más profunda del espacio aéreo pakistaní de la guerra, atacando bases paquistaníes alrededor de Peshawar y Kohat. Sin embargo, en lugar de bombardear la pista de Peshawer, los bombarderos de la IAF confundieron la carretera del centro comercial en Peshawer con la pista y dejaron caer sus bombas allí. Los Canberra fueron interceptados por un F-104 paquistaní cerca de Lahore, pero lograron evadir al Starfighter y regresar a casa a salvo. También tuvieron un encuentro con F-86 Sabres, uno de los cuales disparó contra el Canberras, que sufrió algunos daños, aunque algunas fuentes pakistaníes afirman los daños por misiles AIM-9 Sidewinders disparados por el F-104. Un F-86 Sabre paquistaní se estrelló mientras realizaba una maniobra evasiva en un intento de escapar de la persecución, de un Gnat que escoltaba mientras intentaba defender a los bombarderos de Canberra; el piloto de la PAF murió. El piloto de Gnat, W/C Singh, fue acreditado más tarde con una victoria aérea por este incidente cerca de Amritsar. Pakistán reconoce haber perdido un PAF F-86 Sabre derribado y el piloto Líder de Escuadrón Allaudin "Butch" Ahmad muerto en acción mientras lideraba cuatro aviones que atacaban un tren de municiones cerca de Gurdaspur, Amritsar.
El 14 de septiembre, un B-57 paquistaní fue derribado por fuego antiaéreo sobre Adampur, aunque su tripulación logró eyectarse con seguridad y permanecieron prisioneros de guerra.
El 15 de septiembre, la PAF empleó varios de sus aviones de transporte Lockheed C-130 Hércules como bombarderos, que resultaron infructuosos; dos de ellos fueron derribados por la IAF. Al día siguiente, un Hunter de la IAF y un F-86 Sabre de la PAF fueron derribados sobre Halwara. El piloto de la IAF murió en el encuentro, aunque el piloto paquistaní se eyectó y pasó el resto de la guerra como prisionero de guerra. Un Cessna paquistaní también fue derribado ese día, así como un avión de observación Auster.
El 18 de septiembre, un Sabre fue derribado por un Gnat sobre Amritsar; el asunto fue reportado por el Coleccionista, que había presenciado todo el combate aéreo. El mismo día, un Sabre paquistaní derribó un avión civil indio incluso después de que el avión civil indicara su identidad, el piloto de PAF asumió que era una misión de reconocimiento. Años más tarde, el piloto de PAF escribió una carta a la hija del piloto indio para disculparse por derribar el avión. El avión transportaba al entonces primer ministro de Guyarat, Balwant Rai, y a su familia.
El 19 de septiembre, un Gnat y dos sabres fueron derribados sobre Chawinda. Uno de los Sabres que fueron derribados fue acreditado al líder del escuadrón Denzil Keelor, el hermano de Trevor Keelor, a quien se le atribuyó la primera victoria aérea india de la guerra. Al día siguiente, otros dos Hunters y un F-86 Sabre se perdieron en Kasur, Pakistán.
El F-86 era vulnerable al diminuto Folland Gnat, apodado "Sabre Slayer". El Gnat es acreditado por muchas fuentes independientes e indias por haber derribado a siete pakistaníes Canadair CL-13 Sabres en la guerra de 1965. mientras que dos Gnats fueron derribados por los combatientes de PAF.
En una etapa, la IAF estaba operando 200 misiones aéreas simultáneamente. La IAF utilizó los Folland Gnats de los escuadrones Nos 9 y 23 jugó un papel importante en las principales batallas aéreas.
El 21 de septiembre, los bombarderos Canberras de la IAF llevó a cabo con éxito un ataque diurno en Pakistán contra el complejo de radar en Badin. Bajo el mando del comandante de ala Peter Wilson, 6 Canberras del Escuadrón n.º 16 despegaron de Agra, a más de 1000 km de Badin y procedieron hacia el complejo de radar a bajo nivel. A unas 80 millas (130 km) del objetivo, un Canberra subió a una altitud de 10 000 pies para actuar como señuelo, antes de regresar a la base. Los otros cinco Canberras continuaron hacia el objetivo. El vuelo se separó y cuatro de los aviones se acercaron al objetivo en dos secciones, cada una con dos minutos de diferencia, a bajo nivel; antes de subir a 7,000 pies de donde llevaron a cabo bombardeos, dejando caer aproximadamente 10,000 libras de explosivos. Wilson luego se acercó desde el sur a una altitud de solo 30 pies disparando una salva de cohetes de 68 mm contra la cúpula del radar.
El mismo día, la PAF envió un F-104 que interceptó a un bombardero Canberra en su camino de regreso de Sargodha y lo derribó con un AIM-9B, mientras que un piloto de Hunter, el teniente de vuelo (más tarde mariscal del aire) K. C. Cariappa, que era hijo del mariscal de campo Kodandera Madappa Cariappa, el primer comandante en jefe del ejército indio fue derribado por fuego antiaéreo; se eyectó y fue tomado prisionero de guerra. Al darse cuenta de la identidad del soldado herido en Kargil, Radio Pakistán anunció inmediatamente la captura del joven Cariappa. El propio general Ayub Khan se puso en contacto con el general Cariappa, que vivía una vida retirada en Mercara, su ciudad natal, con información sobre la seguridad de su hijo. Cuando Ayub Khan se ofreció a liberar a su hijo de inmediato, se informa que Cariappa se burló de la idea y le dijo que no le diera a su hijo un mejor trato que cualquier otro prisionero de guerra. Singh cuenta que Cariappa respondió: "Ya no es mi hijo. Es el hijo de este país, un soldado que lucha por su patria como un verdadero patriota. Muchas gracias por su amable gesto, pero le pido que libere todo o no libere ninguno. No le des ningún trato especial".
El alto el fuego fue declarado la noche del 22 de septiembre de 1965.

## Consecuencias
Hay afirmaciones contradictorias de ambas partes sobre este tema. Fuentes paquistaníes sugieren que las pérdidas indias estuvieron en el rango de 59-110 y las pérdidas paquistaníes fueron de alrededor de 18-43.
Fuentes indias también afirman que, en términos de aviones perdidos en salidas voladas, la tasa de desgaste de la Fuerza Aérea de la India (1,5 %) fue menor que la tasa de desgaste pakistaní (1,82 %).
Otro factor que dificulta determinar el resultado de la guerra aérea de 1965 es la cuestión de los aviones perdidos en el aire en combate aire-aire o por fuego terrestre en comparación con los aviones perdidos en tierra debido a los bombardeos. Un gran número de pérdidas de aviones indios ocurrieron en tierra durante los ataques a Kalaikkunda y Pathankot, hasta el 60 por ciento según algunas versiones.  —mientras que la mayoría de las pérdidas paquistaníes fueron en combate aéreo.
El mariscal jefe del aire de la India, Arjan Singh, afirmó que, a pesar de haber sido cualitativamente inferior, su fuerza aérea logró la superioridad aérea en tres días. Según Kenneth Werrell, la Fuerza Aérea de Pakistán "lo hizo bien en el conflicto y probablemente tenía la ventaja". Cuando estallaron las hostilidades, la Fuerza Aérea de Pakistán con alrededor de 100 F-86 se enfrentó a un enemigo con cinco veces más aviones de combate; los indios también estaban equipados con un inventario de aviones comparativamente moderno. A pesar de esto, Werrell acredita que el PAF tiene la ventaja de una "experiencia de una década con el Sabre" y pilotos con largas horas de experiencia de vuelo.

### Efecto en futuras guerras
Las lecciones de la guerra de 1965 llevaron a India a refinar sus tácticas que resultaron decisivas en la guerra de 1971. Las fuerzas pakistaníes no tuvieron en cuenta la medida en que se habían basado en dos factores que la IAF no podía dar por sentado: una cobertura completa del radar defensivo terrestre y un suministro adecuado de misiles aire-aire. Se realizó un gran esfuerzo en India para remediar estas deficiencias antes de 1971.
Con la ayuda soviética, India estableció un moderno sistema de radar de alerta temprana, incluido el radar de bajo nivel 'Fansong-E' recientemente introducido, vinculado con misiles tierra-aire S-75 Dvina (SA-2 'Guideline') y una gran cantidad de cañones AA. En diciembre de 1971, la IAF comprendía un total de 36 escuadrones (de los cuales 10 se desplegaron en el sector de Bengala) con unos 650 aviones de combate, adquiriéndose nuevos aviones de combate, como el caza Mikoyan-Gurevich MiG-21, junto con el avión de ataque a tierra, Sukhoi Su-7, que tendrían un desempeño excelente en la siguiente guerra.
Además, la guerra de 1965 resultó en que Estados Unidos impusiera un embargo de armas por 10 años a ambos lados. Esto no tuvo ningún efecto en India, que siempre había buscado armas en Gran Bretaña, Francia e incluso Rusia, pero fue desastroso para Pakistán, que se vio obligado a adquirir 90 sabres de segunda mano obsoletos a través de Irán, 28 Mirage IIIEP de Francia, que serían la punta de lanza de la fuerza de combate del país y 74 Shenyang F-6 de mantenimiento intensivo. No pudo reemplazar las pérdidas entre su fuerza (ya débil) de B-57, ni adquirir un interceptor moderno en números realistas.